# Marc Sedaci Severià
Marc Sedaci Severià (en llatí: Marcus Sedatius C. f. Severianus Iulius Acer Metillius Nepos Rufinus Ti. Rutilianus Censor; Grec antic: Μ. Σηδάτιος Σεουηριανὸς; nascut vers el 105- i mort a la fi del 161 o principis del 162) va ser un senador, cònsol, i general romà durant el segle ii, originàriament de la Gàl·lia. Sedaci va ser un governador provincial i més tard un cònsol provincial. La seua carrera va conduir a cònsol sufecte en 153. Tot i ser brillant, la seua carrera no progressava ràpidament a través del cursus honorum. Va envair Armènia però fou derrotat a Elegeia i es va suïcidar.

## Genealogia de laSedatia Severia
Gilbert-Charles Picard proposa la genealogia següent.
|  |  |  |  | M. Sedatius (n. vers el 45)     | M. Sedatius (n. vers el 45)     | M. Sedatius (n. vers el 45)     | M. Sedatius (n. vers el 45)     | M. Sedatius (n. vers el 45)     | M. Sedatius (n. vers el 45)     |  |  |                                    |                                    |                                    |                                    |                                    |                                    |  |  | Juli Rufí                                  | Juli Rufí    | Juli Rufí    | Juli Rufí    | Juli Rufí    | Juli Rufí    |  |  |        |        |        |        |        |        |  |  |  |  |  |  |  |  |  |  |
|  |  |  |  | M. Sedatius (n. vers el 45)     | M. Sedatius (n. vers el 45)     | M. Sedatius (n. vers el 45)     | M. Sedatius (n. vers el 45)     | M. Sedatius (n. vers el 45)     | M. Sedatius (n. vers el 45)     |  |  |                                    |                                    |                                    |                                    |                                    |                                    |  |  | Juli Rufí                                  | Juli Rufí    | Juli Rufí    | Juli Rufí    | Juli Rufí    | Juli Rufí    |  |  |        |        |        |        |        |        |  |  |  |  |  |  |  |  |  |  |
|  |  |  |  | G. Sedaci Sever (n. vers el 75) | G. Sedaci Sever (n. vers el 75) | G. Sedaci Sever (n. vers el 75) | G. Sedaci Sever (n. vers el 75) | G. Sedaci Sever (n. vers el 75) | G. Sedaci Sever (n. vers el 75) |  |  |                                    |                                    |                                    |                                    |                                    |                                    |  |  | Júlia Rufina                               | Júlia Rufina | Júlia Rufina | Júlia Rufina | Júlia Rufina | Júlia Rufina |  |  |        |        |        |        |        |        |  |  |  |  |  |  |  |  |  |  |
|  |  |  |  | G. Sedaci Sever (n. vers el 75) | G. Sedaci Sever (n. vers el 75) | G. Sedaci Sever (n. vers el 75) | G. Sedaci Sever (n. vers el 75) | G. Sedaci Sever (n. vers el 75) | G. Sedaci Sever (n. vers el 75) |  |  |                                    |                                    |                                    |                                    |                                    |                                    |  |  | Júlia Rufina                               | Júlia Rufina | Júlia Rufina | Júlia Rufina | Júlia Rufina | Júlia Rufina |  |  |        |        |        |        |        |        |  |  |  |  |  |  |  |  |  |  |
|  |  |  |  |                                 |                                 |                                 |                                 |                                 |                                 |  |  |                                    |                                    |                                    |                                    |                                    |                                    |  |  |                                            |              |              |              |              |              |  |  |        |        |        |        |        |        |  |  |  |  |  |  |  |  |  |  |
|  |  |  |  |                                 |                                 |                                 |                                 |                                 |                                 |  |  | M. Sedaci Severià (n. vers el 105) | M. Sedaci Severià (n. vers el 105) | M. Sedaci Severià (n. vers el 105) | M. Sedaci Severià (n. vers el 105) | M. Sedaci Severià (n. vers el 105) | M. Sedaci Severià (n. vers el 105) |  |  |                                            |              |              |              |              |              |  |  | Regina | Regina | Regina | Regina | Regina | Regina |  |  |  |  |  |  |  |  |  |  |
|  |  |  |  |                                 |                                 |                                 |                                 |                                 |                                 |  |  | M. Sedaci Severià (n. vers el 105) | M. Sedaci Severià (n. vers el 105) | M. Sedaci Severià (n. vers el 105) | M. Sedaci Severià (n. vers el 105) | M. Sedaci Severià (n. vers el 105) | M. Sedaci Severià (n. vers el 105) |  |  |                                            |              |              |              |              |              |  |  | Regina | Regina | Regina | Regina | Regina | Regina |  |  |  |  |  |  |  |  |  |  |
|  |  |  |  |                                 |                                 |                                 |                                 |                                 |                                 |  |  |                                    |                                    |                                    |                                    |                                    |                                    |  |  |                                            |              |              |              |              |              |  |  |        |        |        |        |        |        |  |  |  |  |  |  |  |  |  |  |
|  |  |  |  |                                 |                                 |                                 |                                 |                                 |                                 |  |  |                                    |                                    |                                    |                                    |                                    |                                    |  |  | M. Sedaci Sever Juli Regí (n. vers el 130) |              |              |              |              |              |  |  |        |        |        |        |        |        |  |  |  |  |  |  |  |  |  |  |